# 사쿠란보 TV

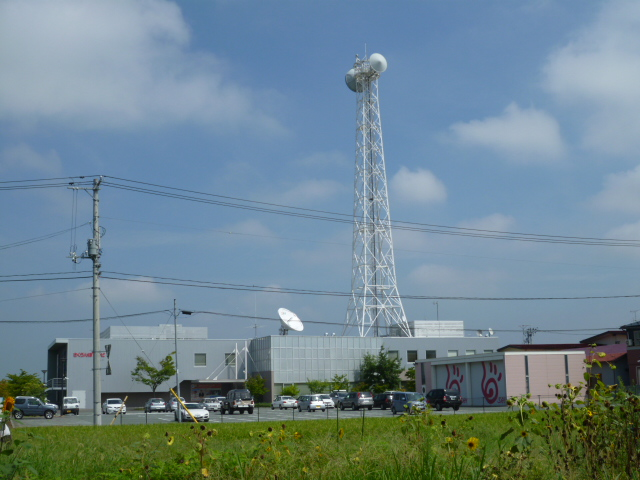
사쿠란보 TV

사쿠란보 TV는 1997년 4월 1일 야마가타현의 4번째 민영방송국으로 개국했다.
약칭은 SAY, 콜사인은 JOCY-DTV이다.

## 연혁
- 1996년 3월 회사 설립
- 1997년 4월 1일 개국
- 2006년 6월 1일 지상파 디지털 텔레비전 방송 개시(원래는 2006년 12월 1일 실시하려 했으나 계획이 반년 앞당겨졌다)
- 2006년 12월　연간시청률이 개국 이래 처음으로 시청률 최고 시간대 선두를 획득
- 2011년 7월 24일 지상파 아날로그 텔레비전 방송 종료

## 개국배경
1993년 4월 1일, 이전까지 원래 야마가타현의 후지 TV계열 방송국이었던 야마가타 TV가 갑자기 FNN을 탈퇴하는 동시에 후지 TV프로그램의 네트워크 연결을 일방적으로 끊어버리게 되면서 TV아사히 단독가맹국이 되자 야마가타 현에서 당시 인기가 높았던 후지 TV의 프로그램을 볼 수 없게 되었고, 게다가 TV-U 야마가타에서 방송되던 프로그램도 소수에 그쳤다. 이에 야마가타 현민들은 서명운동 등을 전개해 야마가타 현에 새 후지 TV계열 방송국을 설립할 것을 요구했고 후지 TV는 오랫동안 후지 TV계열 프로그램이 야마가타 현에서 방영되온 사실과 서명운동 등이 일어난 것을 고려해 새로운 후지 TV계열국을 야마가타현에 세우기로 결정했다.

## 특징
- 고치 산산 TV와 같은 날 개국했다.(두 방송국은 1997년 4월 1일 개국했다.)
  - 덧붙이면 원래 후지 TV는 고치 산산 TV를 끝으로 계열 방송국을 세우지 않으려고 했다.
- 야마가타 TV가 후지 TV와의 네트워크 관계 철회한 이후 사쿠란보 TV가 개국할때까지 후지 TV는 야마가타 현 취재를 위해 야마가타 지국을 설치했다.
- 원래는 SKY라는 약칭을 사용하려고 했지만, J스카이B(지금의 스카이퍼펙)과 약칭이 같은 관계로 SAY라는 약칭을 쓰게 되었다.(참고로 SAY는 SAkurambo Yamagata의 약어이다.)
- 경비절감을 위해 도쿄와 오사카에 지사를 두지 않고 후지 크리에이티브 코퍼레이션에 지사영업을 위탁하고있다.(이는 고치 산산 TV도 마찬 가지다.)
- 예산문제로 TV 도쿄나 독립 UHF 방송국에서 제작한 프로그램을 방송하지 않는다.

## 야마가타현에 있는 다른 텔레비전·라디오 방송국
- NHK 야마가타 방송국
- 야마가타 방송(YBC)(TV는 니혼 TV 계열, 라디오는 JRN&NRN계열)
- 야마가타 TV(YTS)(TV 아사히 계열)
- TV-U 야마가타(TUY)(도쿄 방송 계열)
- FM야마가타(JFN 계열)